# 다니엘 아란수비아
다니엘 "다니" 아란수비아 아과도(Daniel "Dani" Aranzubia Aguado, 1979년 9월 18일, 라 리오하 로그로뇨 ~)는 스페인의 축구 선수로, 현재는 소속팀이 없다.
그는 13시즌동안 그가 유스팀에서 활약해오던 아틀레틱 빌바오와 데포르티보에서 303번의 라 리가 경기를 출전하였다.
아란수비아는 유로 2004에서 스페인 대표로 출전하기도 하였다.

## 클럽 경력

### 아틀레틱 빌바오
라 리오하 로그로뇨 출신이나, 아틀레틱 빌바오의 유스 아카데미로 알려진 레사마를 졸업하였고, 2001년 4월 10일에 1-3으로 패한 레알 소시에다드와의 더비 경기에 첫 출전을 기록하였다. 2시즌간 이냐키 라펜테의 백업이었던 그는 이후 주전으로 승격되어, 2004년에 맹활약을 펼치며 팀의 UEFA컵 진출을 도왔으며, 4년 연장 계약서에 서명하였다.
2005-06 시즌에 라펜테로부터 주전 자리를 위협받았던 아란수비아는 고르카 이라이소스의 등장으로 바스크 연고 클럽의 잉여 자원으로 간주되었고, 2007-08 시즌에 주전 골키퍼의 중상에도 불구하고 출전하지 못하였다. (아틀레틱은 이 당시 아르만도를 카디스로부터 임대로 수혈하여 주전으로 출전시켰다.)

### 데포르티보
2008년 6월, 아란수비아는 데포르티보 라코루냐로 이적하였고, 갈리시아 연고의 클럽의 UEFA 인터토토컵을 도왔고, 징계로 빠진 한 경기를 제외하고 시즌 내내 주전으로 출전하였다. 2008년 10월 2일, 그는 브란과의 UEFA컵 1라운드 경기의 승부차기에서 페널티킥을 세 차례 선방하였고, 2-0 홈 승리를 거머쥔 데포르 (Depor)는 조별 리그로 진출하였다.
아란수비아는 부상으로 2010-11 시즌의 첫 6경기를 결장하였으나, 결국 데포르티보의 주전 선수가 되었다. 2011년 2월 20일, 그는 1-1로 비긴 알메리아전에서 95분에 코너킥을 헤딩골로 연결하였고, 그는 라 리가 역사상 필드골을 기록한 첫 골키퍼로 기록되었다.

### 아틀레티코 마드리드
2013년 8월, 아란수비아는 아틀레티코 마드리드로 이적하여 티보 쿠르투아의 백업 골키퍼가 되었다. 그는 2013년 12월 11일, 34번째 생일을 맞은 며칠 후 포르투와의 UEFA 챔피언스리그 경기에 처음으로 출전하여 조주에의 페널티킥을 선방하여 조별 리그 홈 경기 2-0 승리에 일조하였다.
벨기에인 골키퍼가 부상으로 결장이 불가피해지자, 2014년 2월 8일에 아란수비아는 매트릭스 제작자 (Colchoneros) 소속으로 첫 리그 경기에 출전하였으나, 0-2로 패한 알메리아전에서 조나탕 종오에게 페널티 박스에서 반칙을 범하면서 퇴장당하였다.

## 국가대표팀 경력
아란수비아는 2004년 6월 5일, 헤타페에서 열린 안도라와의 친선경기에서 스페인 국가대표 경기에 딱 한번 출전하였다. 그는 60분에 이케르 카시야스와 교체 투입된 산티아고 카니사레스와 교체 투입되었고, UEFA 유로 2004에서 써드 키퍼로 발탁되었다.
그 전까지, 아란수비아는 1999년 FIFA 세계 청소년 축구 선수권 대회 우승과 2000년 하계 올림픽 준우승 주역으로, 두 결승전에서 모두 선발 출전하였다.

## 수상

### 클럽
데포르티보
- UEFA 인터토토컵: 2008
- 세군다 디비시온: 2011–12

아틀레티코 마드리드
- 수페르코파 데 에스파냐 준우승: 2013

### 국가대표팀
스페인 U-20
- FIFA U-20 월드컵: 1999

스페인 U-23
- 하계 올림픽: 은메달 2000